# Мендес Наси, Грасия
Гра́сия Ме́ндес Наси́ (исп. Gracia Mendes Nasi, в христианстве названная как Беатри́с де Лу́на Ме́ндес, в еврейской традиции Хана, ивр. חנה‎; 1510, Лиссабон — 1569, Стамбул) — богатая вдова, благотворительница европейской еврейской общины периода ренессанса.

## Биография
Донья Беатрис де Луна Грасия Наси (в Израиле её имя известно как До́нна Гра́ция), родилась в Лиссабоне в 1510 году. Она происходила из богатой еврейской семьи Бенвенисте, которая бежала из Испании в Португалию от инквизиции. Её семья, как и многие другие, назывались марранами, то есть евреями, которые вынужденно принимали христианство, чтобы выжить в католической среде, но тайно сохраняли традиции иудаизма. По еврейской традиции девочку назвали именем Хана.

## Замужество и смерть мужа
В возрасте 18 лет Беатрис выходит замуж за своего дядю Франциско Мендеса (еврейское имя: Цемах Бенвинисте) — богатого торговца, который занимался продажей драгоценностей, огранкой ювелирных камней, поставкой специй. Франциско принадлежал к той же известной еврейской семье, что и её мать — Бенвенисте из Кастилии и Арагона, — и был правнуком дона Авраама Бенвениста из Кастилии. Считалось, что Беатрис и Франциско поженились в Великом соборе Лиссабона на публичной католической свадьбе, а затем прошла криптоиудейская церемония с подписанием кетубы. Франциско Мендес и его брат Диого Мендес были директорами влиятельной торговой компании и всемирно известного банка с агентами в Европе и Средиземноморье. Дом Мендес/Бенвенист, вероятно, начинался как компания, торгующая драгоценностями и занимающаяся валютным арбитражем. С началом эпохи Великих географических открытий и открытия португальцами морского пути в Индию братья Мендес приобретают особое значение как торговцы пряностями. Торговали они и серебром — серебром нужно было расплачиваться за специи с азиатскими торговцами.
В январе 1538 года (по другим сведениям — 1536 года), когда Беатрис было всего 28 лет, Франциско умирает. Их семейная жизнь продлилась около десяти лет. В завещании Франциско разделил своё состояние между Беатрис и своим братом и деловым партнером Диого; это смелое решение поставило Беатрис на путь становления успешной и известной деловой женщиной XVI века, какой мы знаем её сегодня. Позже Беатрис попросила разрешения у Папы Римского перенести останки Франциско на новое место. Когда пришло одобрение, она перезахоронила Франциско на Елеонской горе в Иерусалиме.
После смерти мужа Беатрис осталась с маленькой дочерью Анной. В наследство от мужа Беатрис получает целую торговую империю, включающую в себя ювелирную и судоходную компании. Торговые дела она ведёт вместе с родным братом покойного мужа Диого.

## Жизнь в Антверпене
После того, как 23 мая 1536 года Папа Павел III приказал создать португальскую инквизицию, политический ландшафт в Португалии изменился. Когда инквизиция появилась в Португалии, она добирается и до семьи Беатрис Мендес, им приходится задействовать серьёзные связи — императора Священной Римской Империи Карла V и португальского короля Жуана III. Португальский поэт того времени по имени Самуил Уске называет Беатрис Донной Грацией — Милостивой госпожой (в переводе с латыни).
За несколько лет до смерти Франциско его брат Диого Мендес вместе со своим родственником Авраамом Бенвенистом открыл филиал своего торгового дома в городе Антверпен. Вскоре после смерти Франциско Беатрис Мендес с дочерью Анной и своей младшей сестрой Бриандой де Луна, а также со своим племянником Иосифом Наси покидает Португалию, и отправляется в Антверпен, чтобы присоединиться к Диого. Переезд из Лиссабона был также своевременным ввиду опасности дальнейшего преследования инквизицией. Сначала их путь лежит в Англию, затем во Фландрию — в Антверпен.
Как только они поселились в Антверпене, Беатрис вложила своё семейное состояние в бизнес Диогу Мендеса и начала делать себе имя не только как его деловой партнер, но и сама, как независимая деловая женщина. Отношения между семьями де Луна и Мендес стали ещё крепче после брака, заключённого в 1539 году между сестрой Беатрис, Бриандой де Луна, и Диого Мендесом (еврейское имя: Меир Бенвенисте). Но уже через 5 лет после того, как Беатрис Мендес поселилась в Антверпене, умер Диого. Шёл 1542 год (по другим данным 1543 год), и в своём завещании он оставил своей племяннице и невестке контроль над коммерческой империей Мендес, сделав Беатрис Мендес важной деловой женщиной Европы. Ближайшим помощником Беатрис становится её племянник — Иосиф Наси, энергичный и предприимчивый молодой человек, получивший дворянский титул от будущего императора Максимилиана. Огромное богатство позволяло ей влиять на королей и пап, что она и делала, чтобы защитить своих обращённых (исп. conversos) собратьев по вере. Считается, что она была движущей силой публикации Феррарской Библии на основе сефардских исходных текстов (см. также Авраам Уске). Ей был посвящён второй, общедоступный тираж книги. Всё это время ей приходилось отражать попытки различных монархов конфисковать её состояние, пытаясь устроить брак её единственной дочери Анны с их родственниками. Если бы это произошло, большая часть семейного богатства была бы потеряна, так как оно перешло бы под контроль мужа её дочери. Беатрис Мендес сопротивлялась всем этим попыткам, которые часто подвергали её личной опасности.
Начав с Антверпена, Габсбургских Нидерландов, она создаёт подпольную сеть, которая помогла сотням криптоиудеев бежать из Габсбургской Испании и Португалии, где инквизиция угрожала им арестом как еретикам. Этих беглых обращённых сначала тайно переправляли на корабли со специями, принадлежащие или управляемые Домом Мендес/Бенвенист, которые регулярно курсировали между Лиссабоном и Антверпеном. В Антверпене Беатрис Мендес и её сотрудники предоставляли беженцам инструкции и деньги для путешествия на телегах и пешком через Альпы в великий портовый город Венецию, где были приняты меры для их перевозки на кораблях в Османскую империю (в Грецию и Турцию). В то время Османская империя приветствовала евреев на своих землях. Маршрут побега был тщательно спланирован, тем не менее, многие беженцы погибли в пути, пересекая горные тропы высоких Альп.
При Беатрис Мендес Дом Мендес/Бенвенист имел дела с королём Франции Генрихом II, императором Священной Римской империи Карлом V, его сестрой Марией, губернатором Нидерландов, папами Павлом III и Павлом IV и османский султаном Сулейманом I Великолепным. Эти сделки включали коммерческую деятельность, кредиты и взятки. Более ранние выплаты Папе со стороны Дома Мендес и их соратников задержали создание инквизиции в Португалии.

## Жизнь в Италии (в Венеции и в Ферраре)
В 1544 году ей вместе с семьёй пришлось покинуть Антверпен и уехать в Венецианскую республику. Город-государство предлагал евреям и обращённым безопасные условия для жизни и ведения дел, хотя большинство практикующих евреев были вынуждены жить в переполненных гетто; из-за той ситуации, в которой оказались евреи в Венеции, семья Мендес, скорее всего, тайно исповедовала иудаизм, продолжая при этом притворяться христианами-католиками. Здесь она продолжила вести тот же бизнес, что и со своим зятем, Диого Мендесом, и очень успешно торговала перцем, зерном и тканями. По приезде в Венецию у неё возник спор со своей сестрой Бриандой, вдовой Диого, по поводу его наследства. По неизвестным причинам Брианда доносит властям об исповедании семьёй Мендесов иудаизма, и Беатрис подвергается аресту венецианскими властями. Только благодаря личному вмешательству Иосифа Наси и врача турецкого султана Иосифа Хамона, по случаю оказавшегося в Венеции, её освобождают. Семья находит покровительство в 1548 году у герцогов д’Эсте и переезжает в город-государство Феррару. Отъезд в Феррару стал вынужденной мерой чтобы избежать решения венецианского суда Джудичи аль Форестье (Трибунала по делам иностранцев), который должен был положить конец конфликту сестёр из-за равного контроля над состоянием, полученным в наследство от Диого Мендеса.
Переехав в Феррару Беатрис Мендес смогла впервые в своей жизни открыто исповедовать иудаизм в уважаемой сефардской еврейской общине и в городе, признающим её права. Она выбрала еврейское имя Наси (имя дочери) вместо своего латинского/еврейского имени Бенвенист. С этого времени, скорее всего, она стала известна как Донья Грасия Наси. Генеалогия её семьи здесь немного сбивает с толку; наиболее вероятно, что её сестра Брианда приняла имя Рейна, в то же время как дочь Беатрис — Анна также стала известна как Рейна, а также когда дочь Брианды, названная в честь Беатрис, получила имя Грасия. Новая еврейская идентичность семьи вывела Донью Грасию за пределы сферы коммерции, и она стала крупным благотворителем и организатором переселения евреев, используя свою торговую сеть при еврейской диаспоре. Донья Грасия принимала живое участие в делах сефардской колонии в Ферраре и стала активным сторонником всплеска грамотности и книгопечатания среди евреев Феррары.
Однако переезд в Феррару не положил конец конфликту между доньей Грасией и её сестрой Бриандой (ныне Рейна де Луна) из-за контроля над имуществом, полученным Грасией по завещанию Диого Мендеса. Чтобы положить конец спору, Донья Грасия ненадолго отправилась в Венецию, чтобы уладить отношения со своей сестрой в венецианском сенате. В итоге дела по наследству были улажены.

## Последние годы в Константинополе
После того, как кардинал Джованни Пьетро Караффа в 1553 году возобновляет преследования евреев, ей приходится уехать в столицу Османской Империи — Константинополь (ныне — Стамбул). Из Италии в Константинополь вместе с Грасией Наси отправилась её дочь Анна (ныне Рейна Наси) и большая свита, сопровождающая их.
Спасаясь от преследования в Италии в Константинополь также приезжает племянник и деловой партнёр покойного мужа Грасии — Иосиф Наси, который в 1553 году женится на её дочери Анне (Рейне) и, будучи приглашённым ко двору султана Сулеймана I Великолепного, становится одним из самых влиятельных людей того времени.
В 1556 году, вскоре после того, как донья Грасия Наси прибыла в Константинополь, Папа Пий V приговорил группу обращённых в Анконе к казни через сожжение на костре, заявив, что они всё ещё соблюдают еврейские обряды. В ответ донья Грасия организовала торговое эмбарго порта Анкона в Папской области.
В 1558 году донья Грасия получила в долгосрочную аренду регион Тверия в Галилее (в то время часть Османской Сирии) от султана Сулеймана Великолепного в обмен на гарантию значительного увеличения ежегодных налоговых поступлений. Османская империя под властью султана завоевала эту часть Святой Земли несколькими годами ранее, и это было по большей части пустынное место. В результате она получила власть над территорией Тивериады. Затем донья Грасия с помощью султана начала восстанавливать заброшенные города в этом районе, делая их доступными для беженцев, чтобы они могли селиться в них, если захотят. Её целью было превращение Тверии в новое крупное еврейского поселение, которое стало бы центром культуры, торговли и обучения. Еврейский путешественник, посетивший Тверию примерно в это время, упоминает, как донья Грасия оказывала поддержку местной еврейской общине и что после её смерти община была вынуждена просить пожертвований в других местах. Это начинание часто называют одной из первых попыток современного сионистского движения.
Дона Грация Мендес Наси умерла в 1569 году в Константинополе.
Рейна Наси, дочь Грасии, продолжила дело матери, связанное с изданием книг. Известно, что после смерти супруга, Иосифа Наси, в 1579 году она основала собственную типографию, одну в Бельведере, недалеко от Константинополя, и другую типографию в пригороде Константинополя Куручешме. Она опубликовала не менее пятнадцати книг, в том числе трактат Талмуда, а также несколько молитвенников. Она была первой еврейской женщиной, которая создала собственную типографию, а не унаследовала её, а также первой женщиной-печатником и издателем в Османской империи.

## Благотворительность
Первые благотворительные проекты Доньи Грасии начались ещё в Ферраре, где на её средства были изданы несколько экземпляров «Библии из Феррары» на ладино — языке евреев Средиземноморья. Вместе с этим изданием вышла книга, предназначенная для христиан, с посвящением герцогу Ферарры. В Османской Империи Донна Грация строила больницы, приюты для сирот и больных, ешивы и синагоги. Эти учреждения были созданы прежде всего для того, чтобы помочь беженцам вернуться к иудаизму, вере своих предков. В Стамбуле до сих пор существует синагога «Ла Сеньора» (La Señora), названная в её честь.
Известна её помощь еврейской общине города Тверии. Начиная с 1560 года на средства Донны Грасии были построены новые городские стены Тверии, а в окрестностях города были посажены плантации тутовника, началось развитие шелководства.

## Память Донны Грации

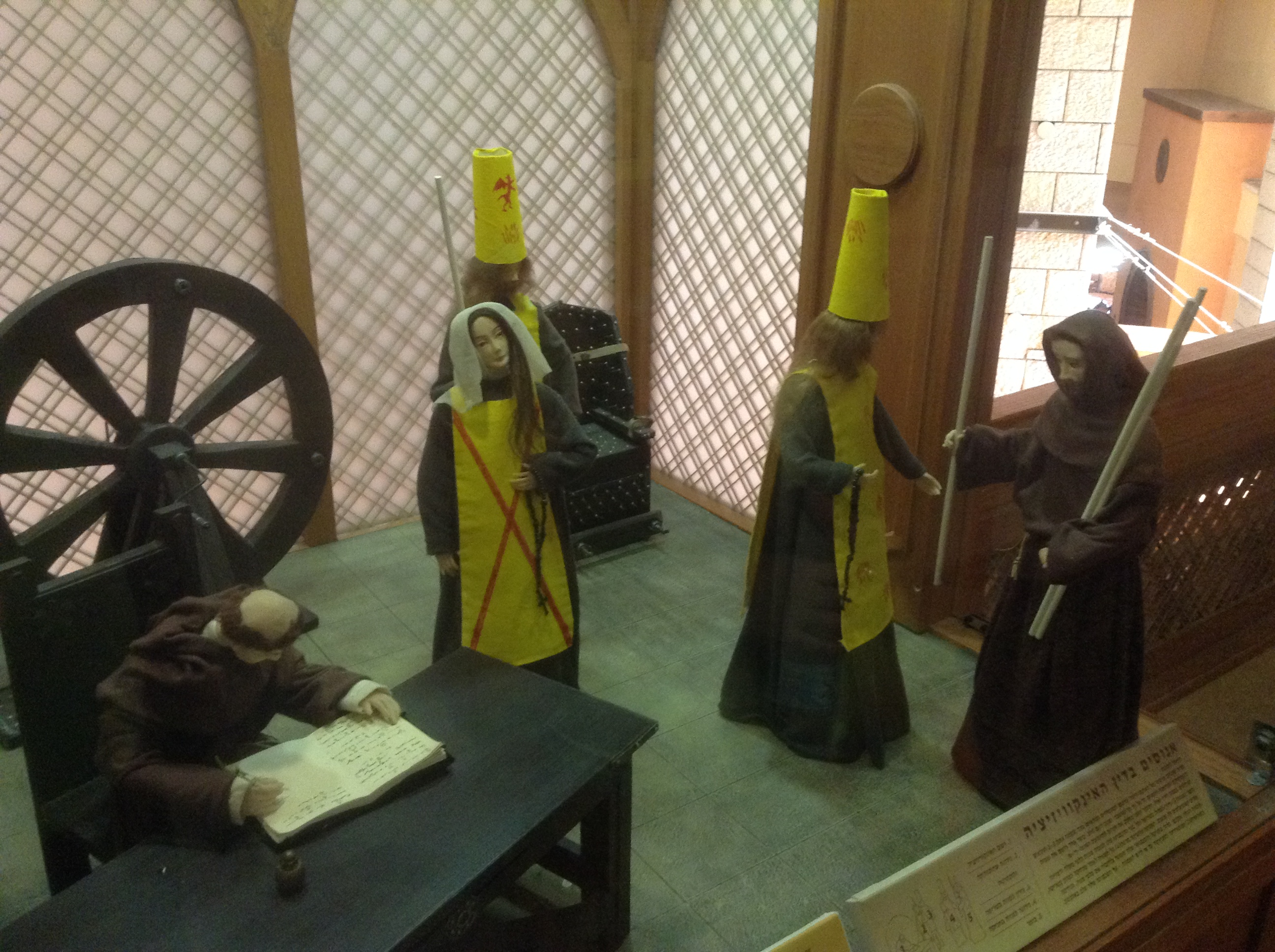
Инквизиция и евреи. Музей Донны Грации в Тверии

На сегодняшний день в Тверии существует отель «Дом Донны Грации» с одноимённым музеем. Кроме того, ежегодно осенью в Тверии проводятся музыкальные фестивали памяти Донны Грации. В её честь названы улицы в городах Тверия, Хайфа и Нетания.

## Киновоплощения
В турецком телесериале «Великолепный век» роль Граcии Мендес исполнила Долунай Сойсерт.